# Bartholomeus-eik

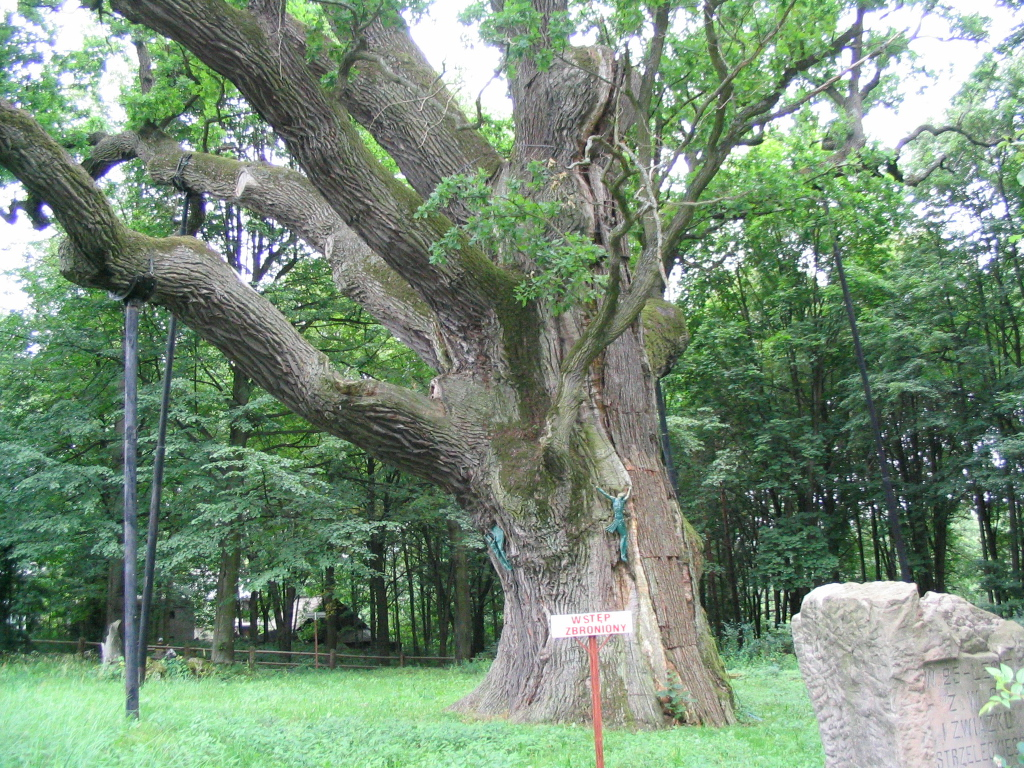
De Bartholomeus-eik

De Bartholomeus-eik is een eeuwenoude zomereik in het Poolse dorpje Bartków in de gemeente Zagnańsk.
De leeftijd wordt geschat op 600 jaar oud. Aan deze boom zijn verschillende folkloristische legendes en verhalen verbonden. Deze boom is een van de bekendste bomen in heel Polen. Verschillende Poolse koningen zouden onder de boom hebben geslapen of er een toespraak hebben gehouden. De indrukwekkende boom heeft een kruin van ongeveer 40 meter doorsnede. Zijn takken worden kunstmatig ondersteund.
Sinds eeuwen wordt de boom onderzocht en bestudeerd door de bekendste en meest geleerde dendrologen van Polen, zijn cultstatus zorgt er ook voor dat vele Polen de boom komen bezoeken.